# アブラサッソ・ライヴ
『アブラサッソ・ライヴ』（原題：Multishow ao Vivo Caetano Veloso Abraçaço）は、ブラジル人ミュージシャン、カエターノ・ヴェローゾが2013年に録音、2014年に発表したライブ・アルバム。

## 解説
ヴェローゾは2013年3月、アルバム『アブラサッソ』（2012年）リリースに伴うツアーを開始し、本作には8月にリオデジャネイロのVivo Rioで行われた公演の模様が収録された。「ヘコンヴェクソ」は元々、ヴェローゾが実妹マリア・ベターニアのアルバム『メモーリア・ダ・ペリ』（1989年）に提供した曲で、ヴェローゾによる録音は本作が初となる。
ポルトガルでは2週アルバム・チャート入りし、最高20位を記録した。また、J-WAVE『NIPPON EXPRESS SAUDE! SAUDADE...』のリスナーの投票による「2014年ブラジル・ディスク大賞」では7位にランク・インした。

## 収録曲
特記なき楽曲はカエターノ・ヴェローゾ作。
1. ボッサ・ノーヴァ・エ・フォーダ（ボサ・ノヴァはヤバい） - "A Bossa Nova É Foda" - 4:07
2. リンデーザ（うつくしいおまえ） - "Lindeza" - 1:59
3. クアンド・オ・ガーロ・カントウ（雄鶏が鳴いた時） - "Quando o Galo Cantou" - 4:02
4. ウン・アブラサッソ（大きなハグを） - "Um Abraçaço" - 4:55
5. オーメン（男） - "Homem" - 4:17
6. トリスチ・バイーア（哀しみのバイーア） - "Triste Bahia" (Gregório de Matos, Caetano Veloso) - 5:50
7. エストウ・トリスチ（悲しい） - "Estou Triste" - 4:05
8. エスカプラーリオ（スカプラリオ） - "Escapulário" (Caetano Veloso, Oswald de Andrade) - 0:55
9. ファンキ・メローヂコ（メロディアスなファンク） - "Funk Melódico" - 5:36
10. アルゲン・カンタンド（誰かが歌ってる） - "Alguém Cantando" - 1:34
11. ケーロ・セール・ジュスト（公正でありたい） - "Quero Ser Justo" - 3:59
12. エクリプシ・オクルト（隠された日食） - "Eclipse Oculto" - 3:53
13. マンイ（母） - "Mãe" - 3:42
14. ヂ・ノイチ・ナ・カマ（夜のベッドで） - "De Noite Na Cama" - 3:20
15. オ・インペーリオ・ダ・レイ（法の支配） - "O Império da Lei" - 3:56
16. ヘコンヴェクソ - "Reconvexo" - 4:21
17. ヴォセ・ナォン・エンテンヂ・ナーダ（君には何も分からない） - "Você Nao Entende Nada" - 4:47
18. ア・ルス・ヂ・チエタ（チエタの光） - "A Luz de Tieta" - 3:27
19. オウトロ（別人） - "Outro" - 3:15

## 参加ミュージシャン
- カエターノ・ヴェローゾ - リード・ボーカル、ギター
- ペドロ・サー - ギター、ボーカル
- ヒカルド・ヂアス・ゴメス - ベース、ローズ・ピアノ、ボーカル
- マルセロ・カラード - ドラムス、パーカッション、ボーカル